# 1838
- Wikisource

| Calendário gregoriano                                                        | 1838 MDCCCXXXVIII                   |
| Ab urbe condita                                                              | 2591                                |
| Calendário arménio                                                           | 1287 – 1288                         |
| Calendário bahá'í                                                            | -6 – -5                             |
| Calendário budista                                                           | 2382                                |
| Calendário chinês                                                            | 4534 – 4535 Início a 26 de janeiro  |
| Calendário copta                                                             | 1554 – 1555                         |
| Calendário etíope                                                            | 1830 – 1831                         |
| Calendários hindus - Vikram Samvat - Calendário nacional indiano - Cáli Iuga | 1893 – 1894 1759 – 1760 4938 – 4939 |
| Calendário Holoceno                                                          | 11838                               |
| Calendário islâmico                                                          | 1254 – 1255                         |
| Calendário judaico                                                           | 5598 – 5599                         |
| Calendário persa                                                             | 1216 – 1217 Início a 21 de março    |
| Calendário rúnico                                                            | 2088                                |
| Calendário solar tailandês                                                   | 2381                                |

1838 (MDCCCXXXVIII, na numeração romana) foi um ano comum do século XIX do Calendário Gregoriano, da Era de Cristo, e a sua letra dominical foi G (52 semanas), teve início numa segunda-feira e terminou também numa segunda-feira.
| Ano completo                         |
| ------------------------------------ |
| Ano comum com início à segunda-feira |

## Eventos
- Publicação da Distribuição de Poisson.
- Fim do segundo reinado de Choki Gyaltshen, Desi Druk do Reino do Butão, reinou desde 1835.
- Início do reinado de Dorji Norbu, Desi Druk do Reino do Butão, reinou até 1847.
- As forças governistas ocuparam Salvador e, para forçar os rebeldes a deixar seus esconderijos, incendiaram bairros inteiros da capital baiana.
- É feita pela então Câmara Municipal da Vila de São Sebastião uma vistoria à Furna de Água e à Furna do Cabrito, dirigida por Francisco Ferreira Drumond, com a intenção de proceder ao aproveitamento dos abundantes mananciais de água existentes.[1]
- Descoberta das proteínas por Jons Jacob Berzelius.
- É criado o Cemitério de Velas, ilha de São Jorge.

### Janeiro
- 2 de janeiro - Império do Brasil: O Arquivo Público Nacional é instituído no Rio de Janeiro.

### Outubro
- 21 de outubro - Fundação do Instituto Histórico e Geográfico Brasileiro.

### Dezembro
- 20 de dezembro - Almeida Garrett é nomeado cronista-mor do reino de Portugal.

## Nascimentos
- 16 de janeiro - Franz Brentano, filósofo alemão.
- 12 de fevereiro - Aristides Lobo, político republicano no Brasil Império (m. 1896).
- 18 de fevereiro - Ernst Mach, físico e filósofo austríaco (m. 1916)
- 2 de abril - Léon Gambetta, político francês (m. 1882).
- 28 de abril - Tobias Michael Carel Asser, ganhador do Nobel da Paz em 1911 (m. 1913)
- 20 de maio - Jules Méline, político francês (m. 1925).
- 27 de junho - Paul von Mauser, empresário e desenhador de armas alemão (m. 1914)
- 25 de agosto - Agustín Gamarra, foi presidente do Peru (m. 1841).
- 2 de setembro - Liliuokalani, rainha havaiana (m. 1917).
- 24 de outubro - Emil Frey, foi Presidente da Confederação Suíça em 1894 (m. 1922).
- 25 de outubro - Georges Bizet, compositor francês (m. 1875).
- 31 de outubro - Rei Luís I de Portugal (m. 1889)
- 22 de novembro - Franz Hartmann, escritor teosófico alemão. (m. 1912)
- 23 de novembro - José Gonçalves da Silva, primeiro governador constitucional da Bahia, na República, único deposto pelo povo (m. 1911).
- 29 de novembro - Giovanni Losi, missionario italiano no Sudão, confessor de Daniel Comboni (m. 1882).
- 31 de dezembro - Émile Loubet, presidente da França de 1899 a 1906 e primeiro-ministro em 1892 (m. 1929).

## Mortes
- 6 de abril - José Bonifácio de Andrada e Silva, estadista brasileiro (n. 1763).
- 17 de maio - Charles-Maurice de Talleyrand-Périgord, político e diplomata francês (n. 1754).
- 7 de junho - Cipriano Barata, médico e político brasileiro (n. 1792).
- 18 de julho - Pierre Louis Dulong, químico francês (n. 1785).
- 20 de dezembro - Kaspar Maria von Sternberg, naturalista checo (n. 1761).

## Por tema
- 1838 no Brasil
- 1838 na ciência
- 1838 na literatura
- 1838 na música
- 1838 na política